# 장예쑤이
장예쑤이(중국어 간체자: 张业遂, 정체자: 張業遂, 병음: Zhāng Yèsuí, 한자음: 장업수, 1953년 10월 1일 ~ )는 중화인민공화국의 외교관이자 외교부의 부부장으로 유엔과 미국 주재 중화인민공화국 대사를 지냈다.

## 생애
후베이성에서 태어난 장예쑤이는 베이징 외국어대학을 졸업하고 런던 정치경제대학교에서 수학하였다. 교육을 완료한 후, 그는 외교 업무에 들어가 영국 주재 대사관에 들어갔다.

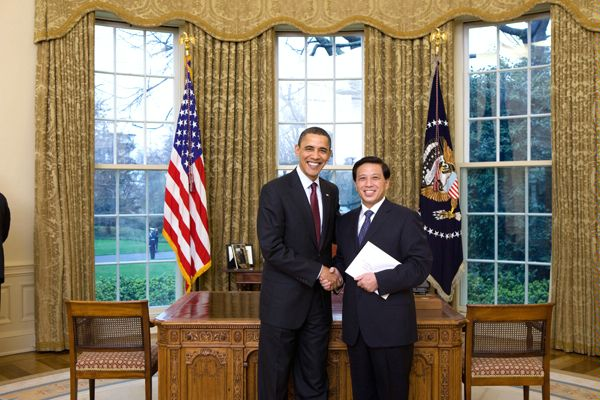
미국 주재 대사로 임명된 후 버락 오바마 대통령을 만난 장예쑤이 (2010년)

그러고나서 장예쑤이는 외교부에서 국제 기구 회의 의정서 담당부의 다양한 직위들을 맡았다. 2000년 그는 행정, 의정서와 인사에 책임을 지는 외교부의 보조 부장으로 승진하였고, 그러다가 2003년 정책 연구, 아프리카, 유럽, 북아메리카와 오세아니아 정세, 군사 통제와 군비 축소, 국제 조약과 법을 포함한 분야들과 함께 책임을 지는 부장관이 되었다.
2008년 장예쑤이는 왕광야를 대체하는 데 유엔 주재 중화인민공화국 대사로 임명되었다.
그는 또한 대사를 지낸 천나이칭과 결혼하여 딸 하나를 두었다. 장예쑤이 부부는 1988년부터 1992년까지 유엔 사절단으로 보내졌다. 천나이칭 여사는 2003년부터 2007년까지 노르웨이 주재 대사를 맡았고, 남편과 함께 뉴욕으로 오기 전 1년 반동안 6자 회담의 대사를 지냈다.
장예쑤이는 2010년 주미 대사를 역임하고, 귀국 후 2012년 다시 외교부의 부부장이 되었다. 그는 후에 외교부의 당 위원회의 서기로 임명되었고, 현재 중국공산당 제18차 중앙위원회의 일원이다.